# موسى كوناتي
بابي موسى كوناتي (مواليد 3 أبريل 1993) (بالفرنسية: Pape Moussa Konaté)‏ المعروف باسم موسى كوناتي، هو لاعب كرة قدم سنغالي يلعب حاليا لصالح نادي مكابي تل أبيب في خط الهجوم.

## وصلات خارجية
- موسى كوناتي على موقع الاتحاد الدولي (مؤرشف)  (الإنجليزية)
- موسى كوناتي على موقع الاتحاد الأوربي (الإنجليزية)
- موسى كوناتي على موقع اتحاد تركيا (لاعب) (الإنجليزية)
- موسى كوناتي على موقع قاعدة بيانات كرة القدم.إي يو (الإنجليزية)
- موسى كوناتي على موقع ناشيونال فوتبول تيمز (الإنجليزية)
- موسى كوناتي على موقع Soccerbase.com (لاعب) (الإنجليزية)
- موسى كوناتي على موقع Soccerway.com (الإنجليزية)
- موسى كوناتي على موقع عالم كرة القدم.نت (الإنجليزية)
- موسى كوناتي على موقع كووورة
- موسى كوناتي على موقع أوليمبيديا (الإنجليزية)